# Diocèse de Varsovie-Praga
Pour les articles homonymes, voir Diocèse de Varsovie.
Le diocèse de Varsovie-Praga est l'un des deux diocèses suffragants de l'archidiocèse de Varsovie en Pologne, appartenant à la province ecclésiastique de Varsovie, dont le siège se trouve dans l'arrondissement de Praga-Północ. Le diocèse a comme évêque Romuald Kamiński (en) depuis 2017.

## Territoire
Le diocèse comprend une partie de la ville de Varsovie située à l'est de la Vistule. 

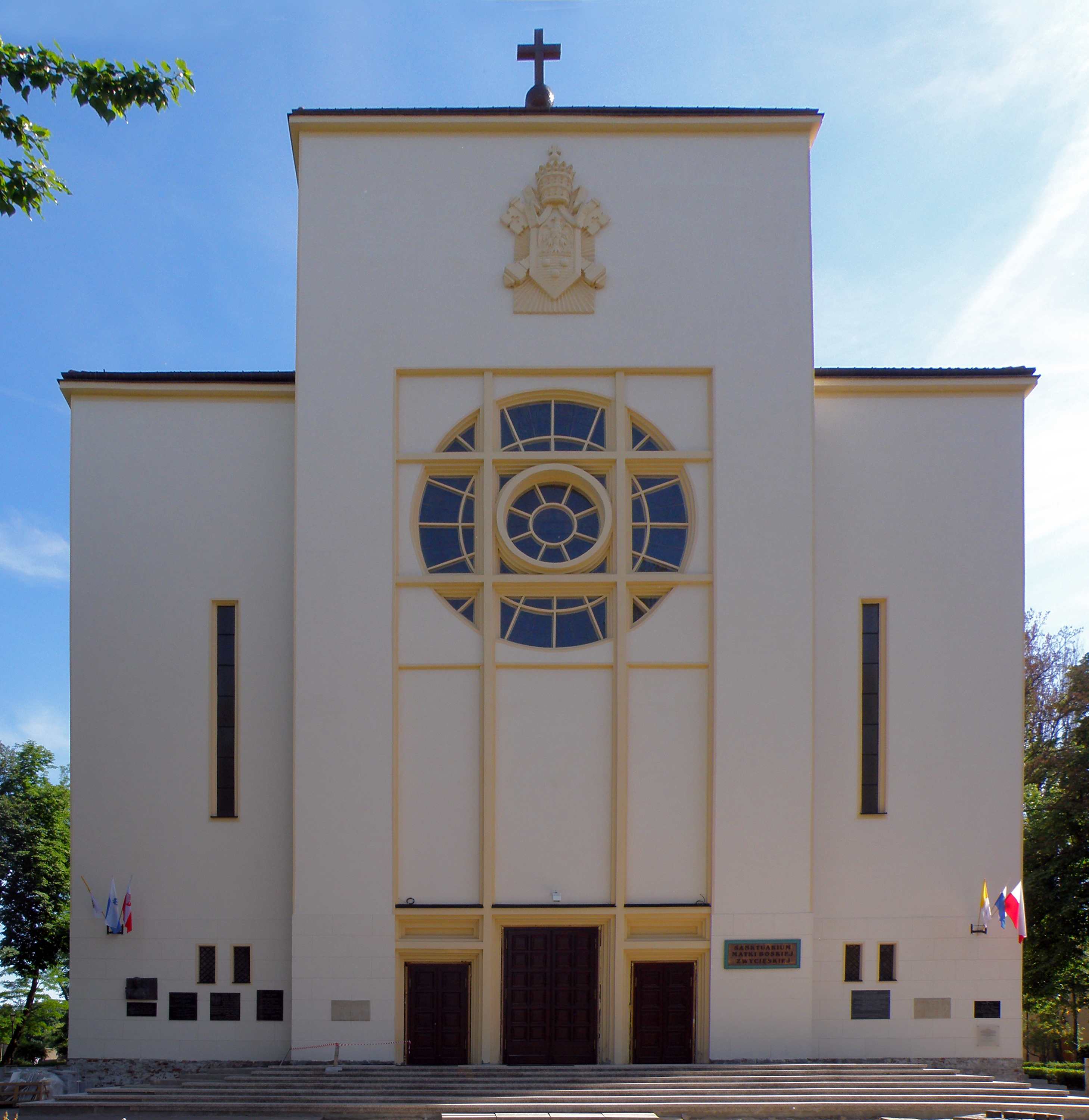
La co-cathédrale N.-D.-de-la-Victoire.

La cathédrale du diocèse est dédiée à saint Michel Archange et à saint Florian. La co-cathédrale est Notre-Dame-de-la-Victoire dans l'arrondissement de Praga-Południe. Le diocèse compte également deux basiliques mineures : la basilique du Sacré-Cœur-de-Jésus à Praga-Północ et celle de la Sainte-Trinité à Kobyłka.
Le territoire couvre une superficie de 3 300 km², et il est divisé en 20 doyennés et 186 paroisses, desservis par 592 prêtres et 5 diacres (2022).

## Histoire
Le diocèse a été érigé le 25 mars 1992, dans le cadre de la réorganisation des diocèses polonais voulue par le pape Jean-Paul II avec la bulle Totus tuus Poloniae populus, en prenant son territoire du diocèse de Płock et à l'archidiocèse de Varsovie.
Le 7 octobre 1993, par la lettre apostolique Fideles ecclesialis, Jean-Paul II confirme la Bienheureuse Vierge Marie, vénérée sous le titre de Notre-Dame-de-la-Victoire (Matki Bożej Zwycięskiej), comme patronne principale du diocèse.
Le 8 décembre 2000, à l'issue du premier synode diocésain, le séminaire épiscopal est inauguré.

## Évêques
- Kazimierz Romaniuk (25 mars 1992 - 26 août 2004)
- Sławoj Leszek Głódź (26 août 2004 - 17 avril 2008, nommé archévêque de Gdańsk)
- Henryk Hoser, S.A.C. (24 mai 2008 - 8 décembre 2017)
- Romuald Kamiński (en) (depuis le 8 décembre 2017 - )